# مایکل هنگین
مایکل هنگین (انگلیسی: Michael Hennagin؛ ۱۷ سپتامبر ۱۹۳۶ – ۴ ژوئن ۱۹۹۳) یک آهنگساز اهل ایالات متحده آمریکا بود.
او دانش‌آموختهٔ «انیستیتو موسیقی کرتیس» در فیلادلفیا، پنسیلوانیا و از شاگردان داریوس میو و آرون کوپلند بود و بعدها استاد رشتهٔ موسیقی در دانشگاه اکلاهما شد.
از فیلم‌ها یا مجموعه‌های تلویزیونی که وی در آن‌ها نقش داشته است می‌توان به سفر به قعر دریا اشاره نمود.
مایکل هنگین یکی از برندگان جایزهٔ «انجمن آهنگسازان، پدیدآوران و ناشران آمریکا» بود. کمی پیش از مرگش، دانشگاه ایالتی اوهایو، جشنواره‌ای یک هفته‌ای به افتخار او برپا کرد.